# Phân họ Trinh nữ
Phân họ Trinh nữ hay phân họ hàm tụ thảo (danh pháp khoa học: Mimosoideae) là một phân họ trong thực vật có hoa thuộc họ Đậu (Fabaceae hay Leguminosae) được đặc trưng bởi các hoa với các cánh hoa nhỏ và nhiều nhị hoa dễ thấy. Phân họ này được phân ra làm 5 tông là Acacieae, Ingeae, Mimoseae, Mimozygantheae và Parkieae.
Một số hệ thống phân loại, ví dụ hệ thống Cronquist, xem xét Fabaceae theo nghĩa hẹp (sensu stricto), đã nâng Mimisoideae lên cấp họ là Mimosaceae còn APG xem xét Fabaceae theo nghĩa rộng (sensu lato). LPWG (2017) không công nhận phân họ này mà gộp nó trong phân họ Vang và xem đây là nhánh Trinh nữ (Mimosoid clade).

## Acacieae
- Acacia - Chi Keo
- Faidherbia

## Ingeae

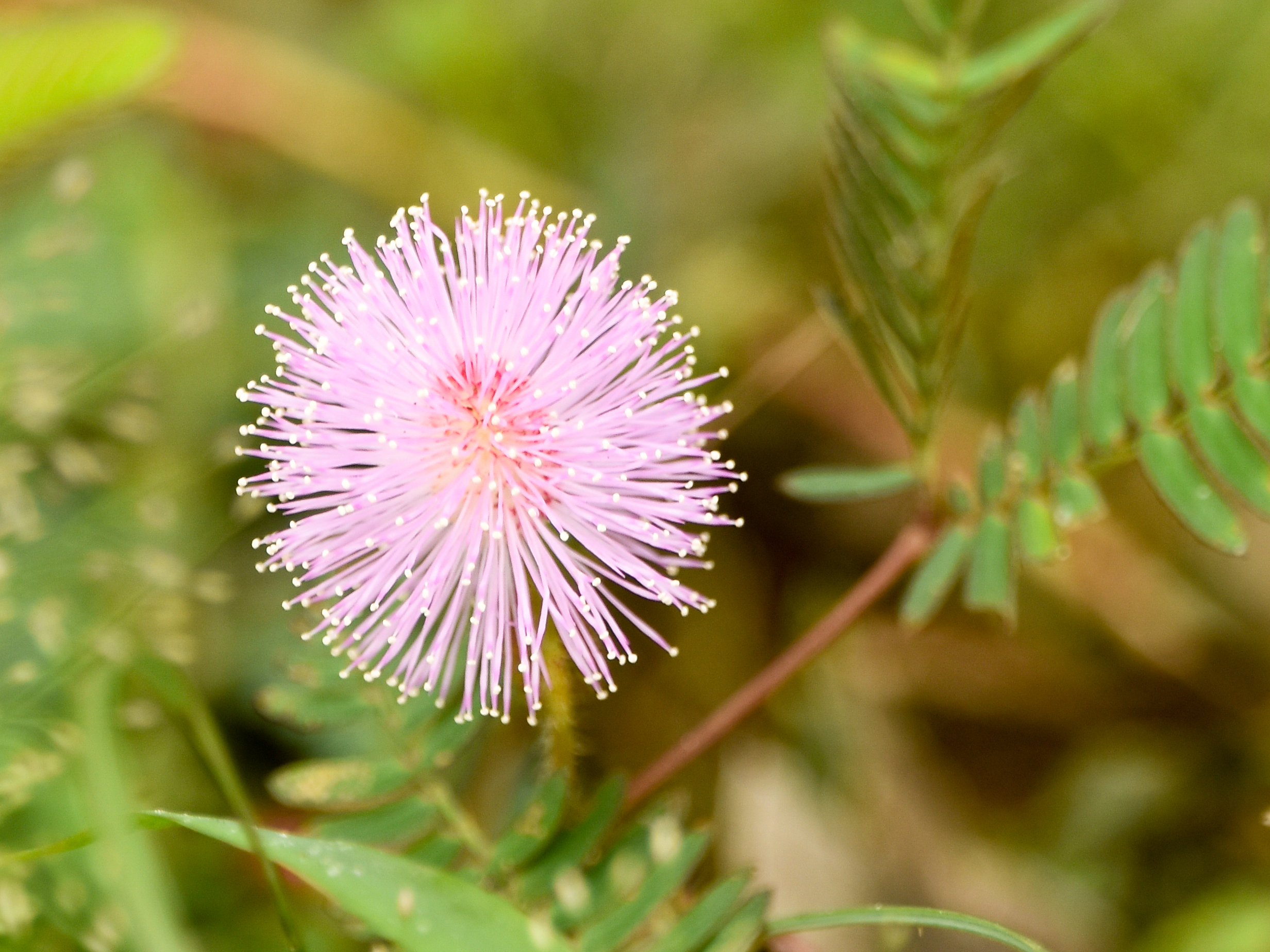
Bông trinh nữ (Mimosa pudica)

- Abarema
- Albizia - Bản xe, sống rắn, hợp hoan
- Archidendron - Mán đỉa, cứt ngựa
- Archidendropsis
- Balizia
- Blanchetiodendron
- Calliandra - Muồng pháo cảnh, kiều hùng
- Cedrelinga
- Cojoba
- Ebenopsis
- Enterolobium - Phèo heo
- Falcataria
- Guinetia
- HavardiaBông trinh nữ (Mimosa pudica)
- Hesperalbizia
- Hydrochorea
- Inga
- Leucochloron
- Lysiloma
- Painteria
- Pararchidendron
- Paraserianthes
- Pithecellobium - Me keo, găng tây
- Pseudosamanea
- Serianthes
- Sphinga
- Wallaceodendron
- Zapoteca
- Zygia

## Mimoseae

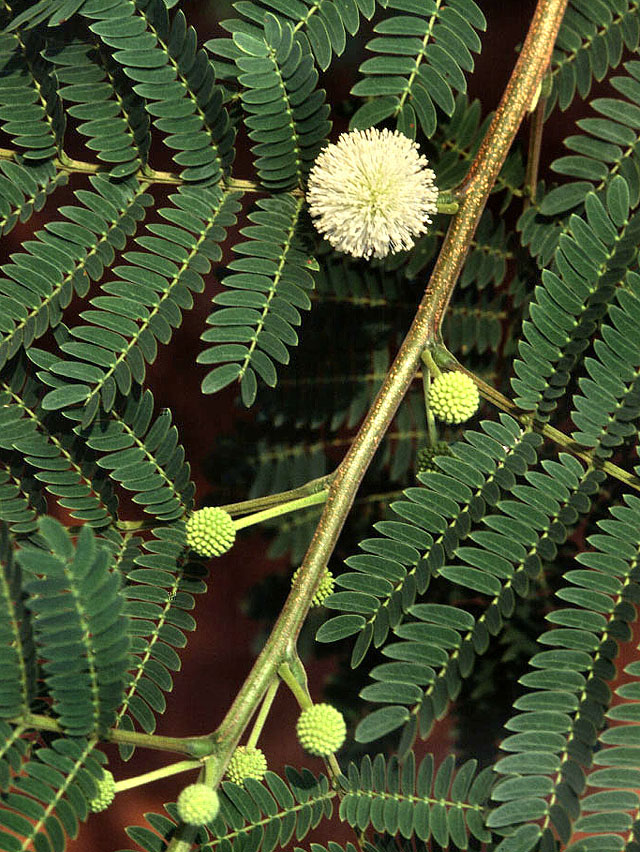
Keo giậu Leucaena leucocephala.

- Adenanthera - Trạch quạch
- Adenopodia
- Alantsilodendron
- Amblygonocarpus
- Anadenanthera
- Aubrevillea
- Calliandropsis
- Calpocalyx
- Cylicodiscus
- Desmanthus - Điền keo
- Dichrostachys
- Elephantorrhiza
- Entada - Bàm bàm
- Fillaeopsis
- Gagnebina
- Indopiptadenia
- Kanaloa
- Lemurodendron
- Leucaena - Keo giậu
- Microlobius
- Mimosa - Trinh nữ (xấu hổ)
- Neptunia - Rau rút
- Newtonia
- Parapiptadenia
- Piptadenia
- Piptadeniastrum
- Piptadeniopsis
- Plathymenia
- Prosopidastrum
- Prosopis
- Pseudopiptadenia
- Pseudoprosopis
- Schleinitzia
- Stryphnodendron
- Tetrapleura
- Xerocladia
- Xylia - Căm xe

## Mimozygantheae
- Mimozyganthus

## Parkieae
- Parkia - Thối
- Pentaclethra